# 데마촌
데마촌(手間村)은 돗토리현 아이미군·사이하쿠군에 있던 촌이다. 현재의 난부정의 일부에 해당한다.

## 역사
- 1889년 10월 1일 - 정촌제 시행에 의해 아이미군 데마촌이 성립하였다.
- 1896년 4월 1일 - 군의 통합에 의해 사이하쿠군에 소속되었다.
- 1955년 4월 25일 - 가노촌과 합병해 아이미정이 신설하여 폐지되었다.

## 참고문헌
- 鳥取新報社編『鳥取県人名鑑 昭和5年版』鳥取新報社、1930年。
- 『実業の世界 31（1）一月特輯増大號』実業之世界社、1934年。
- 『角川日本地名大辞典 31 鳥取県』。
- 『市町村名変遷辞典』東京堂出版、1990年。